# Albániai bunkerek

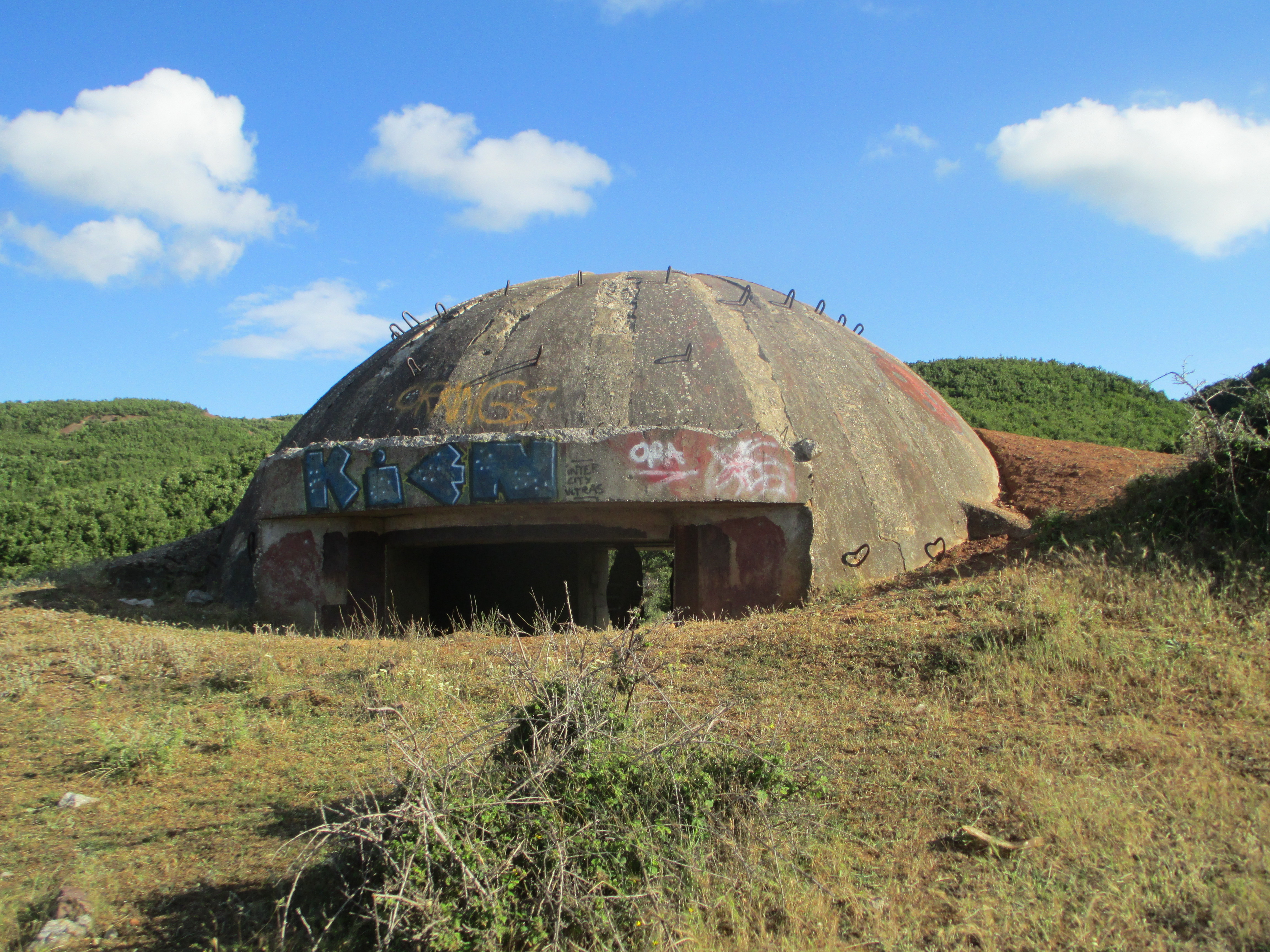
A macedón határ közelében fekvő bunker.

Az albániai bunkerek (albánul: Bunkerët në Shqipëri) Albánia szinte egész területén megtalálható katonai célú objektumok, amelyeket Enver Hoxha diktatúrája alatt építettek ki. Típusát tekintve földbe ásott, ún. pillbox bunkerek. Egy négyzetkilométerre 5-7 bunker jut Albánia területén. A bunkereket Hoxha 1967-től 1986-ig folyamatosan építtette. A pontos számok azonban nem ismertek, jóllehet becslések szerint több mint 173 ezer bunker lehet az országban, ám akad olyan feltevés, miszerint a bunkerek száma a 750 ezret is elérheti.
A Hoxha által indított bunkerépítési láz a megalománia egyik közismert történelmi példája, amelyet a külső támadásra való felkészülés paranoid elgondolása hajtott, s jelentős mértékben hozzájárult Albánia gazdasági erőforrásainak elapasztásához. A diktátor a hegyvidékektől kezdve a városi utcákig minden sarkot betelepített bunkerekkel, miközben a súlyos lakáshiány megoldásával és az elmaradott infrastruktúrával nem foglalkozott. A bunkerépítési program pénzhiány miatt már diktátor 1985-ös halála előtt alábbhagyott, de az albán kormány csak 1992-ben szüntette meg a projektet.
A bunkerek a mai albán tájkép részei. Soha nem használták őket katonai célokra, ugyanakkor több okból sem feleltek meg a katonai követelményeknek. Sokkal inkább a látványt, a diktatúra erejét voltak hivatottak demonstrálni és általában csak fegyverraktárként használták. A készletek a kommunizmus bukását követően is megmaradtak, amelyeket az albán polgárháborúban és a koszovói háborúban használtak fel. Előbbi konfliktusnál a kormány ellen lázadó csoportok első és egyetlen alkalommal próbálták támaszpontként használni a bunkereket.
A legtöbb bunker mostanra elhagyott lett és lassacskán az enyészet martalékává válik. Albániának nincsen pénze az eltávolításukra, amelyet nehezít a nyilvántartás teljes hiánya. Kísérletek történtek és történnek többféleképp hasznosítani ezeket az építményeket: lakásként, turistaszállásként, menedékhely gyanánt pásztorok számára, istállónak állatok részére, de voltak akik kávézót vagy éttermet nyitottak benne, sőt a katasztrófa- és retrográdturizmus kedvelői számára is ideális célpontnak bizonyulnak.
Az albán bunkerek többsége kupola alakú és formájuk miatt főleg a Balkánon betongombák-nak is csúfolják őket.

## A bunkerépítésimániaokai
Enver Hoxha, aki 1944-ben vette át Albánia irányítását és több mint negyven évig uralta az országot, konokul és keményen követve a sztálinizmus, valamint a maoizmus elveit. Ezért, amikor a Szovjetunióban megindult a desztalinizáció, s követték ezt más szocialista országok (így Magyarország is), Hoxha megszakított velük minden kapcsolatot. Egyedüli szövetségese Kína maradt, egészen 1972-ig.
Hoxha teljes mértékben elszigetelődött, amely óhatatlanul maga után vonta Albánia gazdasági és társadalmi hanyatlását, amely évtizedekre visszavetette az országot. Hoxhának a szomszédos államokkal is feszült volt a viszonya: a titói Jugoszlávia már az 1950-es évektől fogva különutas politikát folytatott, míg a déli szomszéd, Görögország a NATO tagja lett. Hoxha leginkább azonban Titótól tartott, mert úgy hitte, hogy Tito Koszovóhoz hasonlóan Albániából is jugoszláv tagköztársaságot akar csinálni, ugyanakkor azzal vádolta a jugoszláv diktátort, hogy rosszul bánik a koszovói albánokkal.

### A katonai elgondolás

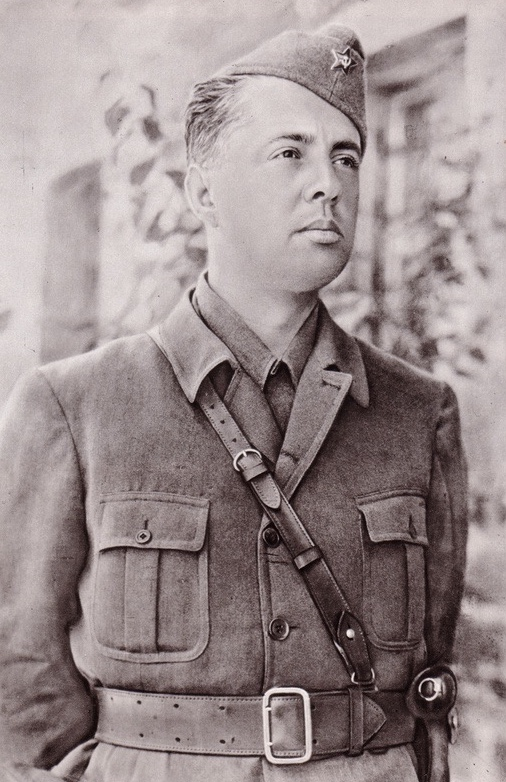
Hoxha 1944-ben, kommunista partizánvezérként.

Hoxha rezsimje 1967-ben vezette be a bunkerizálás (albánul bunkerizimi) doktrínáját, amelynek célja, hogy az ország minden szóba jöhető pontján katonai bunkerek épüljenek. Az elképzelés minden lehetséges helyre célzott létesíteni ilyen objektumokat, legyen szó faluról, városról, mezőgazdasági ágú területről, standról, parkról stb. Hoxha maga is paranoiásan hitt abban, hogy Albániát akármelyik „ellensége” (Jugoszlávia, Görögország, az USA, a varsói szerződés államai, a Szovjetunió, a NATO, Olaszország) külön-külön vagy akár együtt megtámadhatja, ezért meggyőződésévé vált, hogy egy pillanatig sem szabad engednie az albánoknak „éberségükből,” mert akkor az ellenség kígyó módjára csap le és „észrevétlenül” beléjük fecskendezi a mérgét.
Hoxha a második világháború alatt partizánként harcolt, koncepciója is részben ezen tapasztalataira támaszkodott: az ellenséget a népnek kell visszavernie egy partizánháborúban. Az akkori albán néphadsereg is a partizán-modellre épült fel, mivel elsöprő többsége a katonáknak és tartalékosoknak gyalogsági szerepkörbe tartozott. Hozzájárult ehhez, hogy a hoxhai propaganda a partizánmozgalmat, még a jugoszláviai partizáneszmét is meghaladó módon túlideologizálta, sőt elképesztő módon misztifikálta is.
A partizánok hagyományos stratégiája a menedéket nyújtó stratégiai pontokon (hegyekben, rejtett helyeken) történő harc. Ennek lehetőségei a sík terepen nem adottak, ezért az albán bunkerek zöme ilyen területeken épült fel, jóllehet rengeteg bunkert emeltek a hegyekben is. A kisebb bunkereket olyan szögben helyezték el, hogy a nagyobb, a parancsnoki bunker látótávolságán belül legyenek, ugyanis ez utóbbi bírt állandó személyzettel. A nagyobb bunkerek parancsnokai rádión kommunikáltak feletteseikkel és a kisebb bunkerek lakóival úgy, hogy vizuális jeleket adtak, amelyeket réseken keresztül lehetett látni.
A rezsim erőteljesen törekedett az ország teljes lakosságának militarizálására, lényegét tekintve arra okították az embereket, hogy egyetlen egy darab földet se adjanak fel harc nélkül. A csupán hárommillió lakosú Albániában 800 ezer ember teljesített valamilyen módon katonai szolgálatot, legyen szó fegyveres erőkről, tartalékosokról, munkásőrségről vagy fegyveres ifjúsági egységekről. A honvédelemben a kormányzat, az állami vállalatok és a közszolgálat majdnem minden szektora is szerepet kapott. Az albán gyerekekbe is már hároméves koruktól kezdve azt igyekeztek súlykolni, hogy „ébernek kell lenniük a külső és belső ellenséggel szemben”, s ugyanezt hirdette napi rendszerességgel az állampárti propaganda is.
A bunkerekben történő állomásozást és harcászati ismereteket már 12 éves kortól tanították a gyerekeknek. Ezt a „kiképzést” mindig a lakóhelyükhöz legközelebb eső bunkernél kapták. A vidéki pártbizottságok rendszeresen beszervezték a környékbeli családokat a bunkerek karbantartási munkálataiba és havonta kétszer háromnapos polgári védelmi gyakorlatokat is tartottak, melyeken nők és férfiak töltetlen lőfegyvereket kaptak kézhez.
Az úttörő mozgalom tagjai a táborok alkalmával azt gyakorolták, hogyan akadályozhatják az ellenséges erők légi deszant akcióit, pl. kihegyezett karók fákra történő rögzítésével. A látványos törekvések ellenére a militarizálás teljesen korszerűtlen és háború esetén hatástalan rendszert hozott létre, arról nem is beszélve, hogy a rendelkezésre álló lőszer és egyéb utánpótlás, vagy az egyenruhák és felszerelés, sőt a fegyverek minősége is rendkívül rossz volt. Háborús konfliktus esetén a bunkerek aligha tarthattak volna ki, tekintettel arra, hogy készletük szűkös lett volna és nem is lett volna megfelelő utánpótlásuk, ugyanis ezt a pártállam nem szervezte meg.

### Képek a néhai bunkerekről

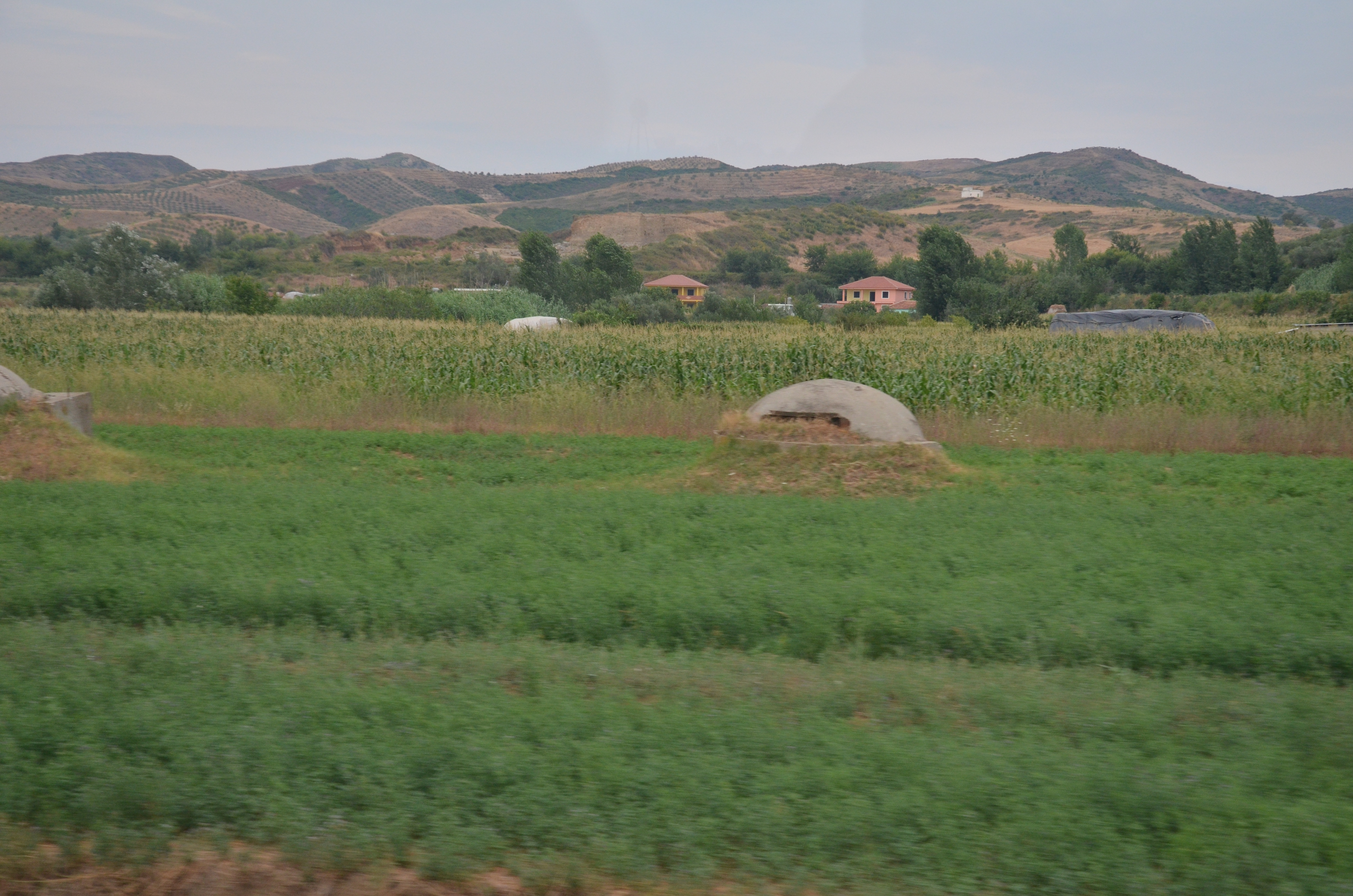
Kaszálóréten álló bunkerek
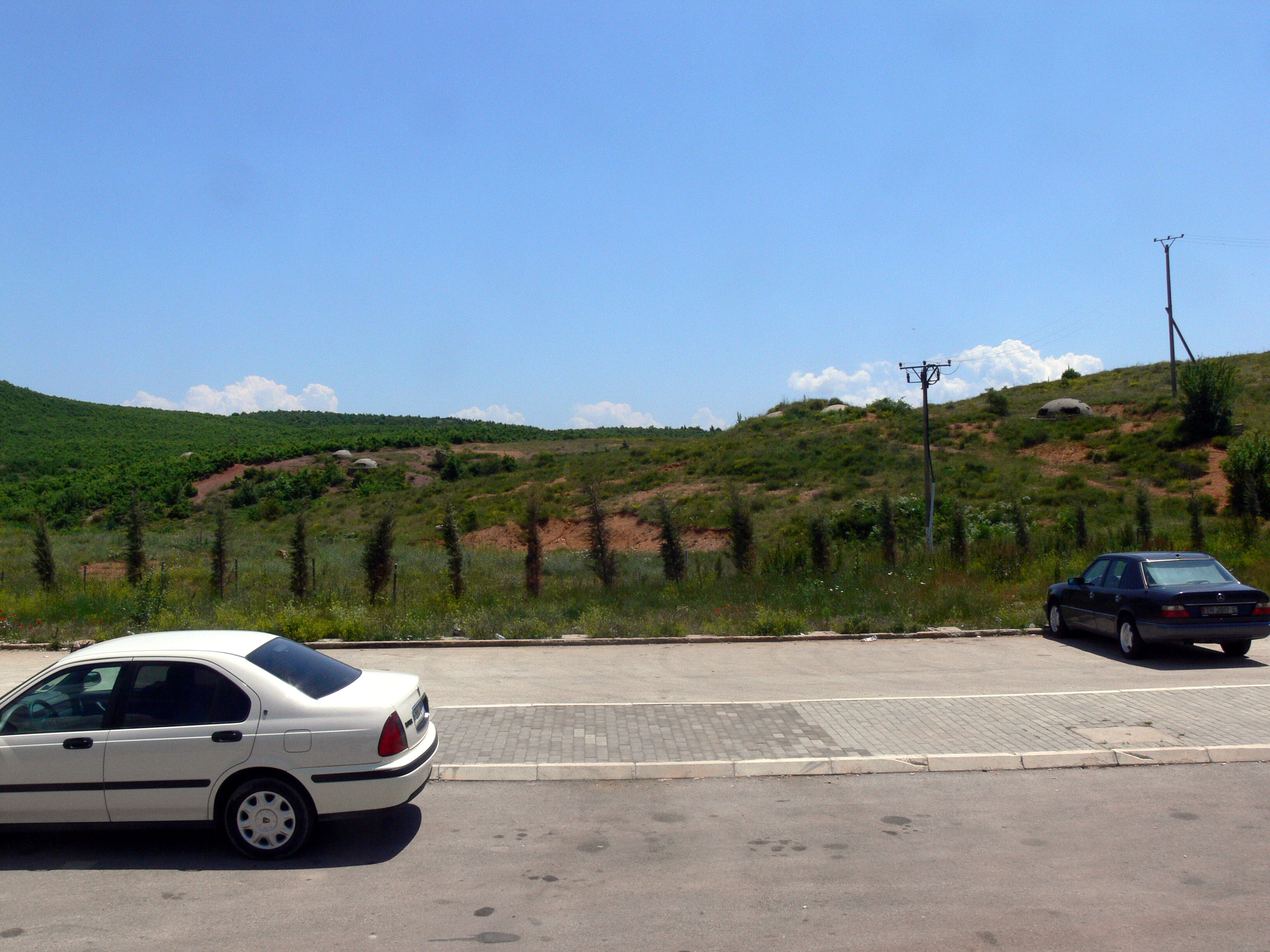
Bunkerek az autóút közelében
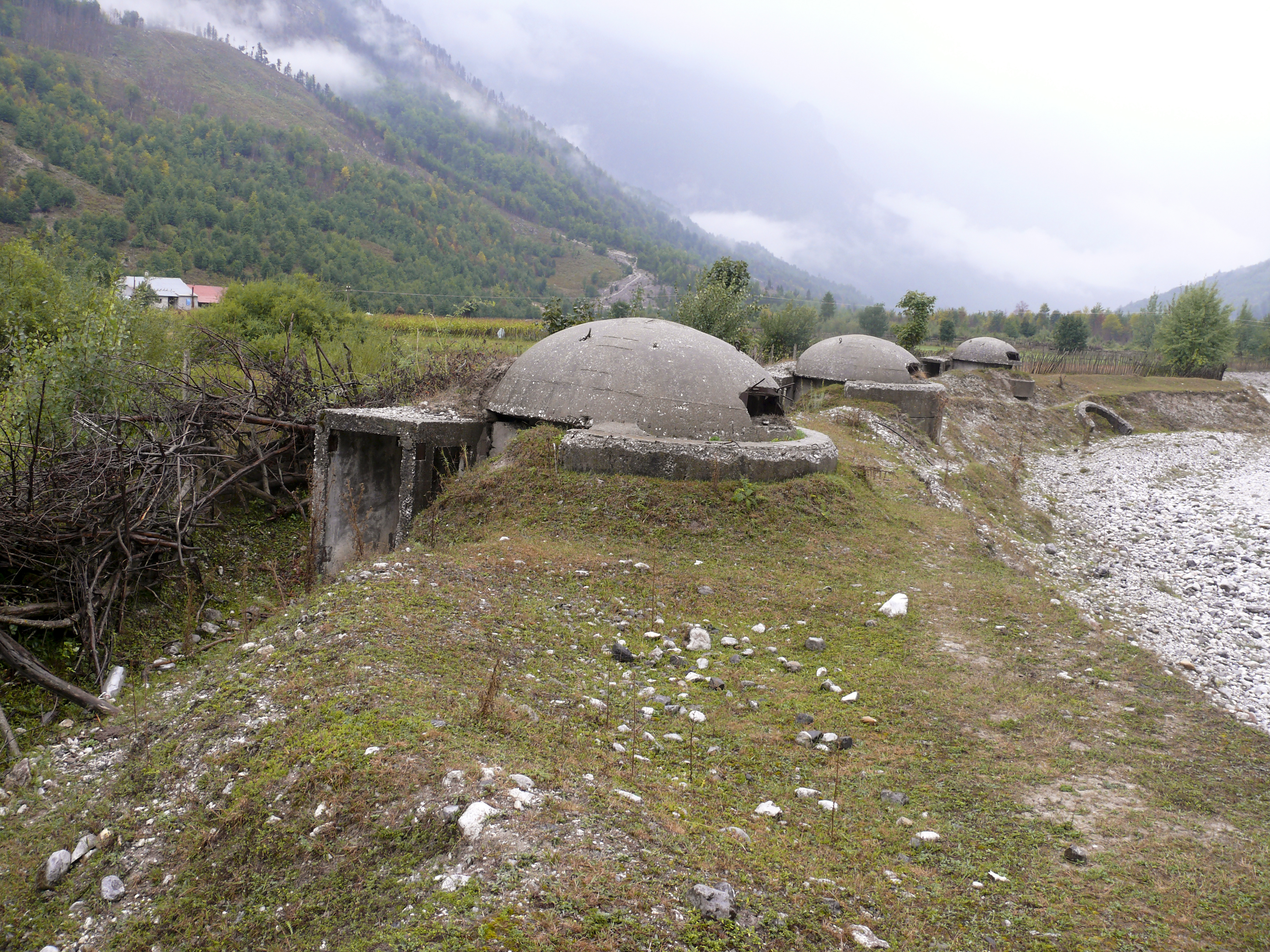
Bunkerek a Valbona mellett
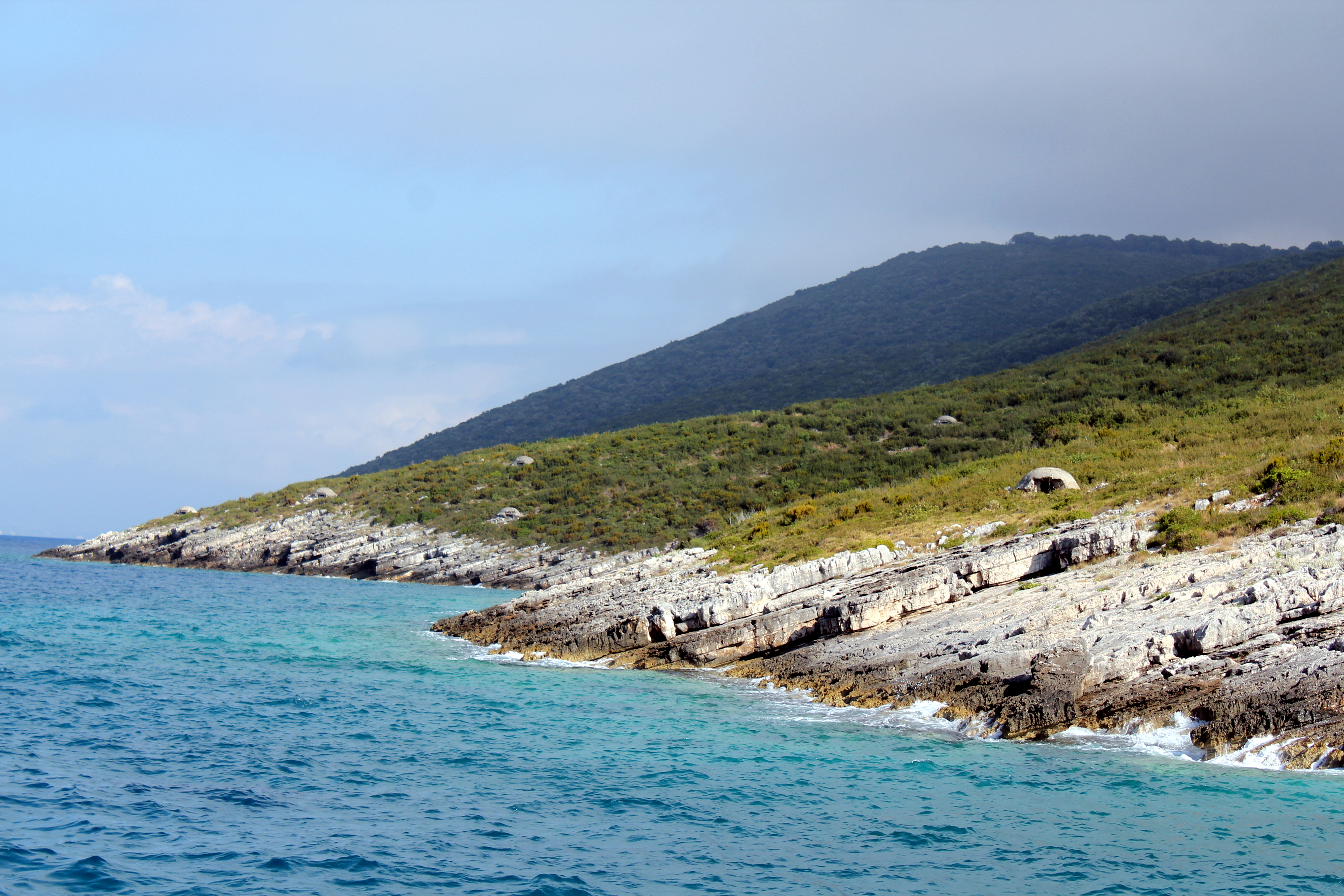
Bunkerek a Karaburun-félszigeten
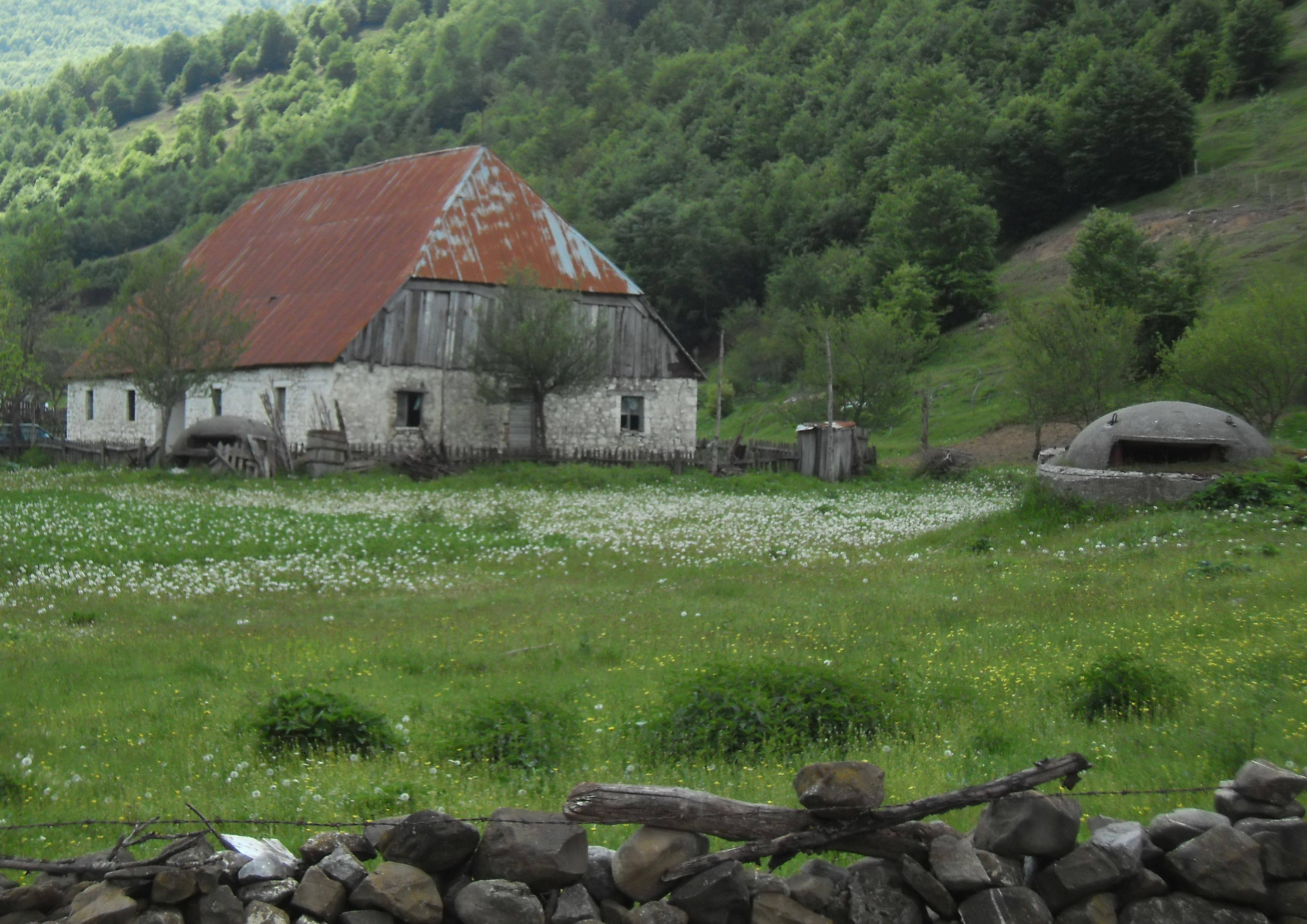
Bunker Lëpushë községben Szkutari mellett
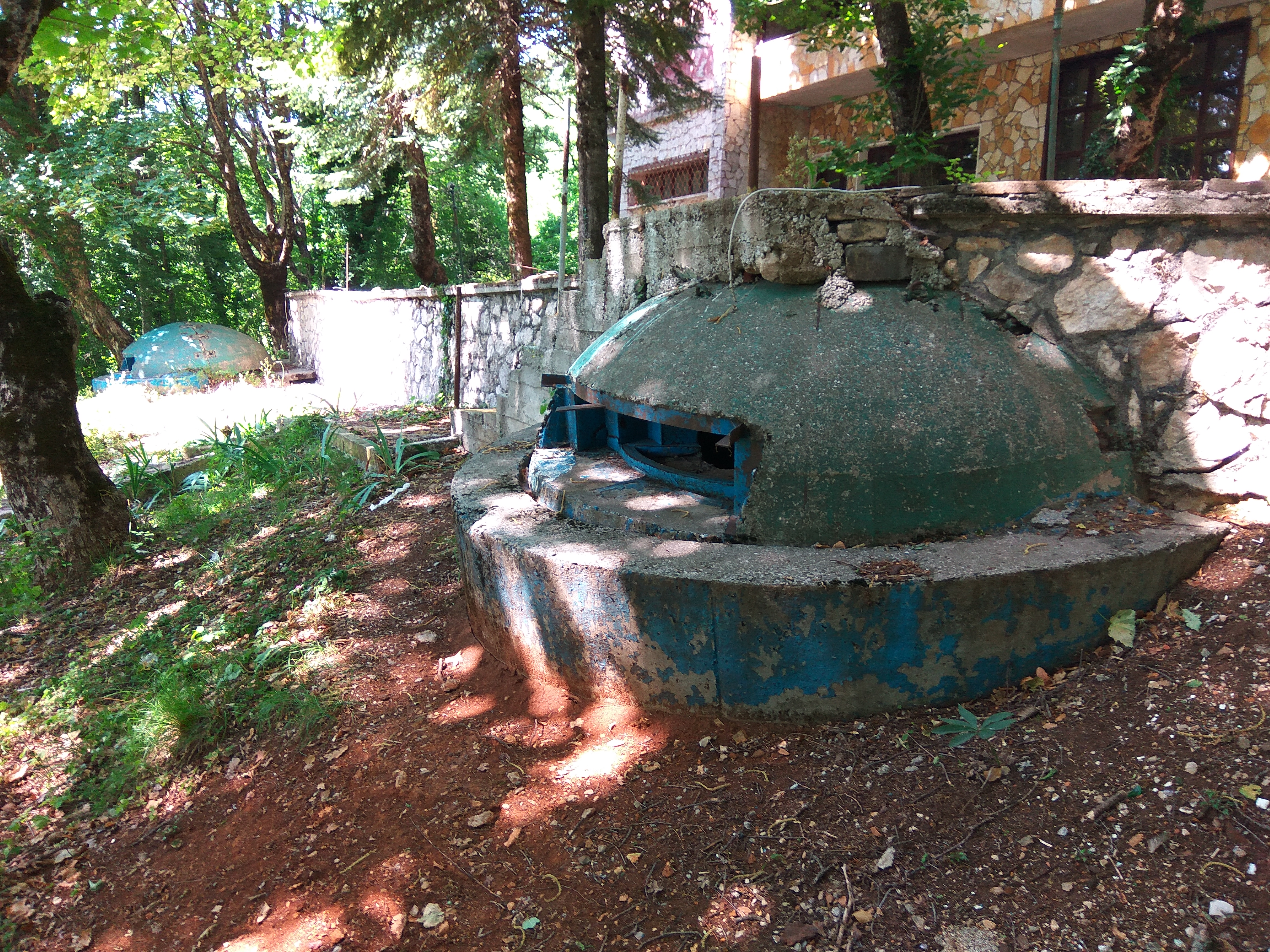
Bunkerek lakóépületek tövében Tiranában
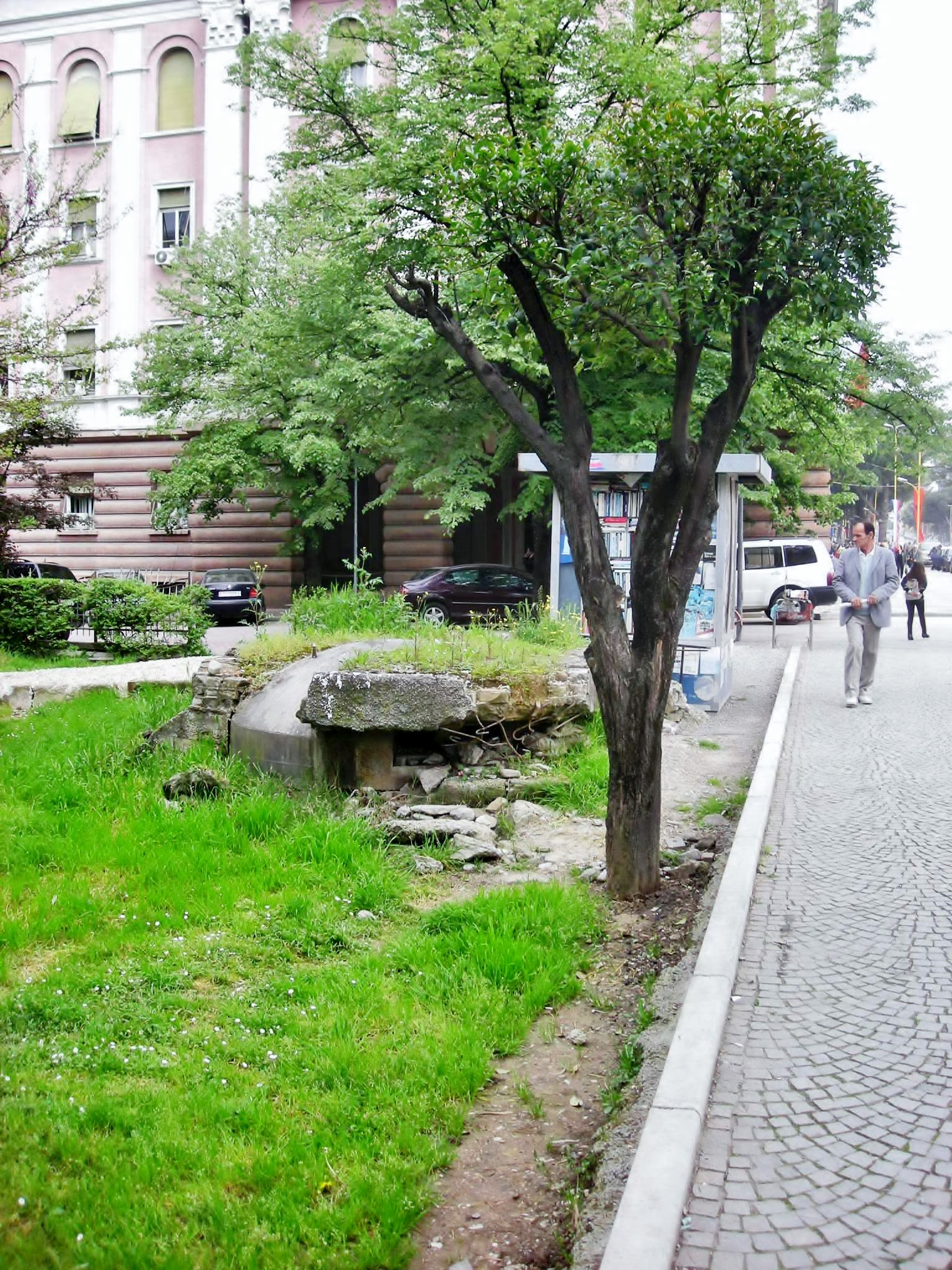
Bunker Tirana egyik utcájában

## A bunkerek felépítése

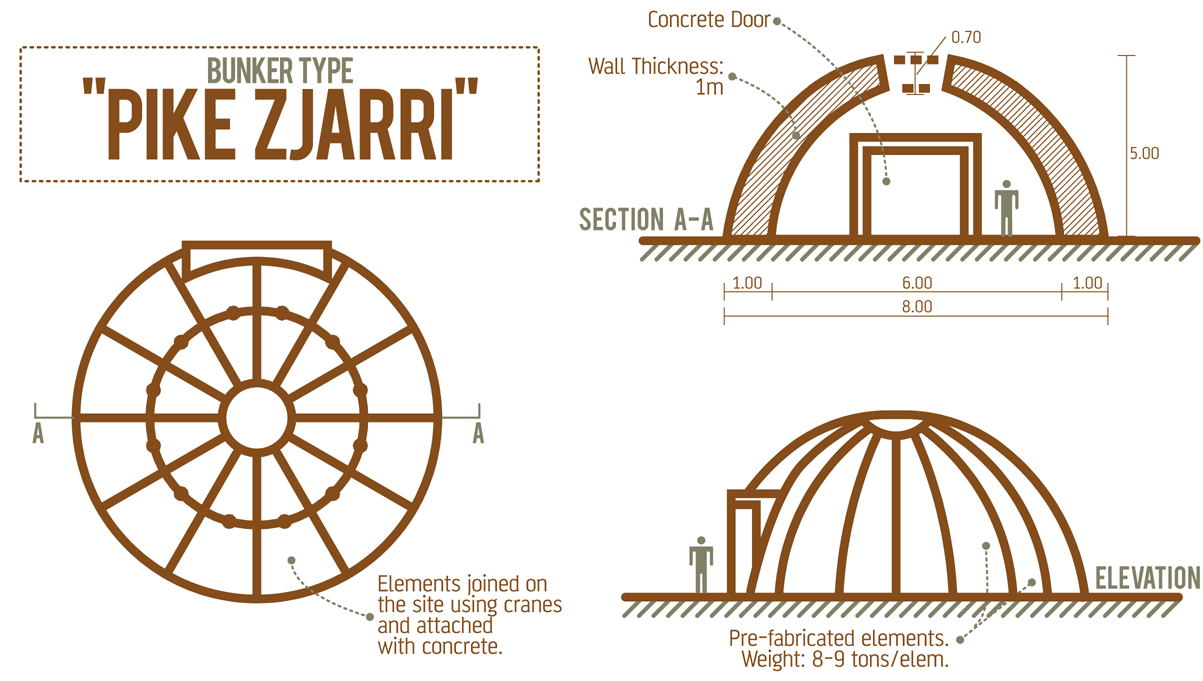
A PZ-bunker szerkezeti rajza

A QZ-bunker szerkezeti rajza

Az albán bunkerek zöme egy vagy kétszemélyes. Stabilabb, erősebb és korszerűbb szerkezettel csak a pártvezetésnek és a magasrangú katonai vezetőknek épült atombiztos óvóhelyek bizonyultak.
A leggyakoribb típus a betonkupolás bunker, amelyet köralakú fenékkel lefelé állítottak a földbe, amely legfeljebb két ember befogadására volt elegendő. A másik gyakori típusú a tüzelőállásos bunker, albánul Qender Zjarri, rövidítve QZ. Ezt a fajta bunkert telepítették főleg a hegyvidéki régiókba. A QZ-bunkereket előre legyártották, majd a rendeltetési helyükre kiszállítva szerelték össze. A QZ-bunkerek egy három méter átmérőjű, félgömb alakú, lőréssel ellátott kupolával bírnak és egy hengeralakú alsó részből, amely a kupolát támasztja alá. Része ezenkívül egy 60 cm sugarú külső fal. A kettő közötti hézagot általában földdel töltötték fel.
A QZ-bunker csak egy ember befogadására volt alkalmas. Rengeteg QZ-bunkert húztak fel a tengerpart mentén is hármas csoportokban. Egy-egy ilyen csoport bunkerjeit alagutak kötötték össze.
A QZ-bunkereket a Szovjetunióban tanult volt partizán Josif Zagali hadmérnök tervezte. Megfigyelései alapján az ágyúlövedékek és bombák lepattantak a kupolaalakú erődítményekről. Kezdetben még főleg a Zagali-féle QZ-bunkereket építette az albán pártállam országszerte egész addig, amíg Zagali 1972-ben kiesett Hoxha kegyeiből, megfosztották posztjától és be is börtönözték, sőt egész családját is tönkretették.
Tirana környékén 50 db koncentrikus körben építették bunkerek ezreit, hogy minél jobban védjék a fővárost.
A nagyobb méretű parancsnoki bunkerek voltak a Pike Zjarri, röviden PZ-bunkerek. A QZ-bunkerekhez hasonlóan előre legyártott és a helyszínen összeszerelt elemekből álltak. Átlagos átmérőjük 8 m. A PZ-bunker egy sor egymáshoz kapcsolható, egyenként 8-9 tonna súlyú panelből állt, amiket cementtel illesztettek össze. Ennek a bunkernek az összsúlya 350-400 tonna.
Az egyes bunkereket összekötő alagút-hálózatokat főleg a hegyvidéki és a Tirana környéki bunkereknél építették ki, továbbá a már említett speciálisabb, a vezetők számára kiépített bunkerek bírtak földalatti úthálózattal. Albániában több ezer kilométernyi alagutat építettek ki ilyen célból. Észak-Korea után talán Albániában van a világon a legtöbb alagút. Az alagutakat a rezsim még nagyobb bizalmatlanság és titoktartás közepette építtette. Még a mérnökök sem láthatták a vájatokat a munka befejeztéig, sőt havonta áthelyezték őket helyszínről helyszínre.

### Bunkereket összekötő alagutak

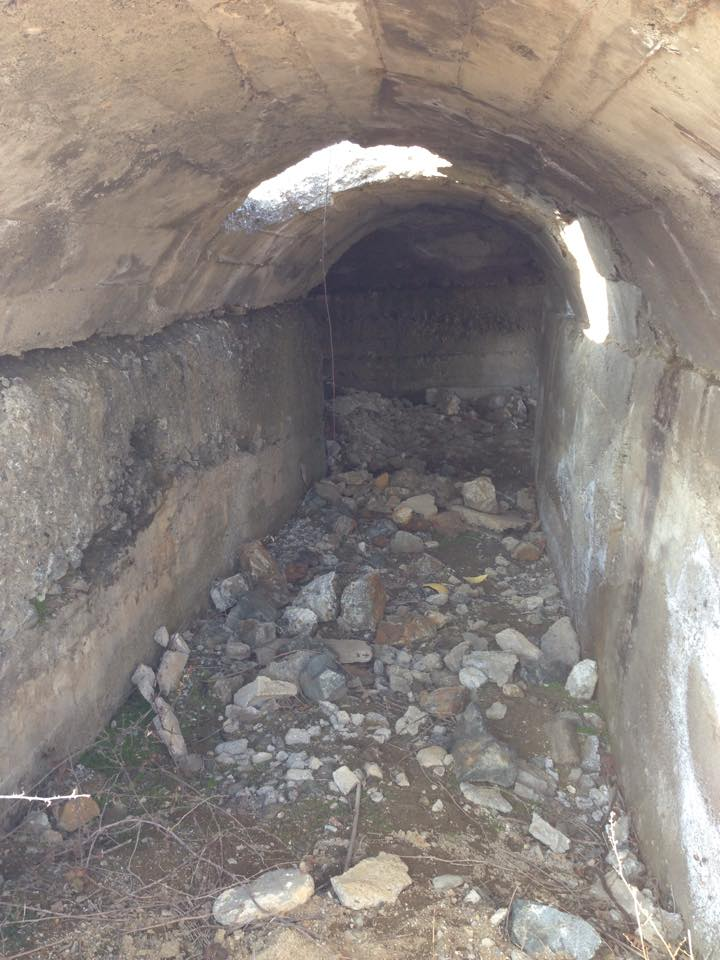
Golajban (Kukës mellett)
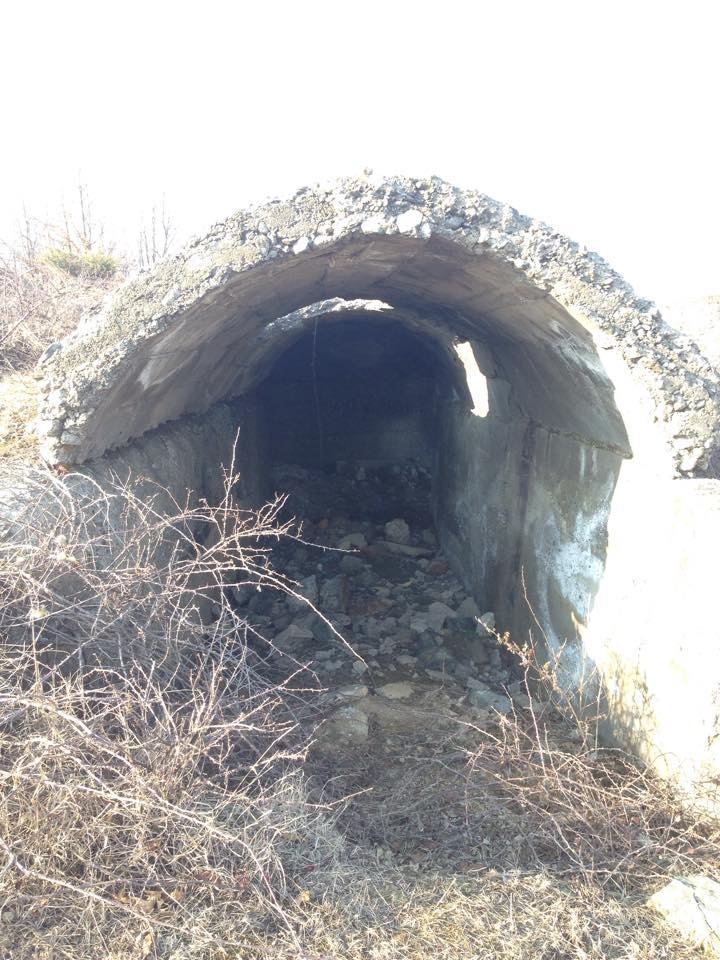
Hyrjában
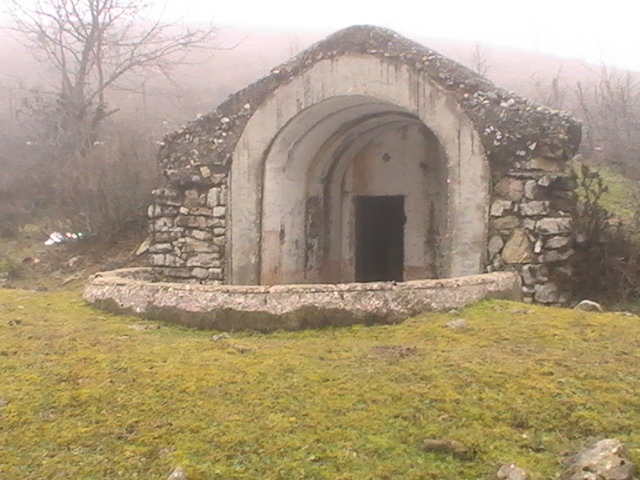
Has mellett

## A bunkerépítésimániakövetkezményei

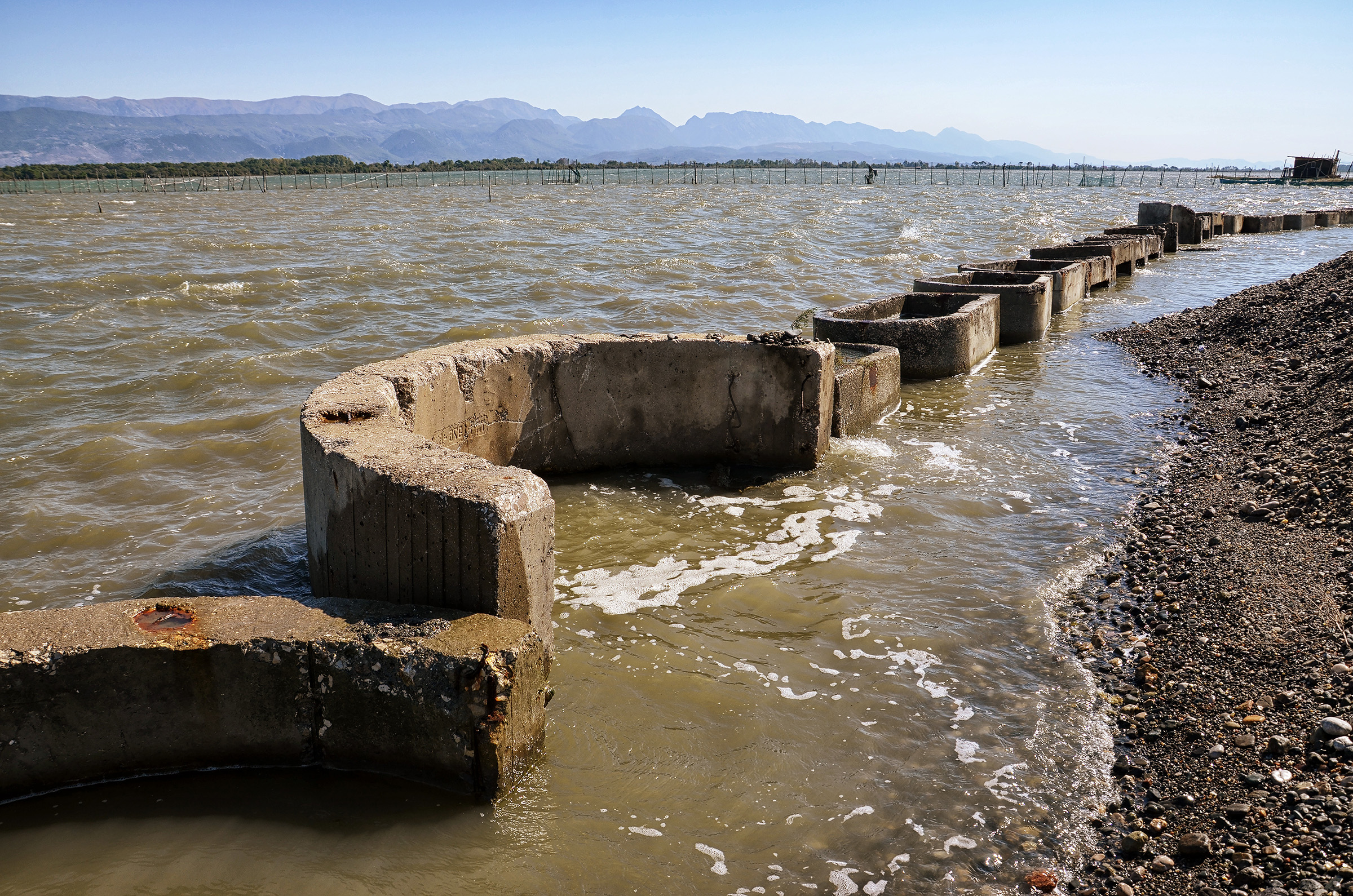
A patoki turzásnál található bunker maradványai.

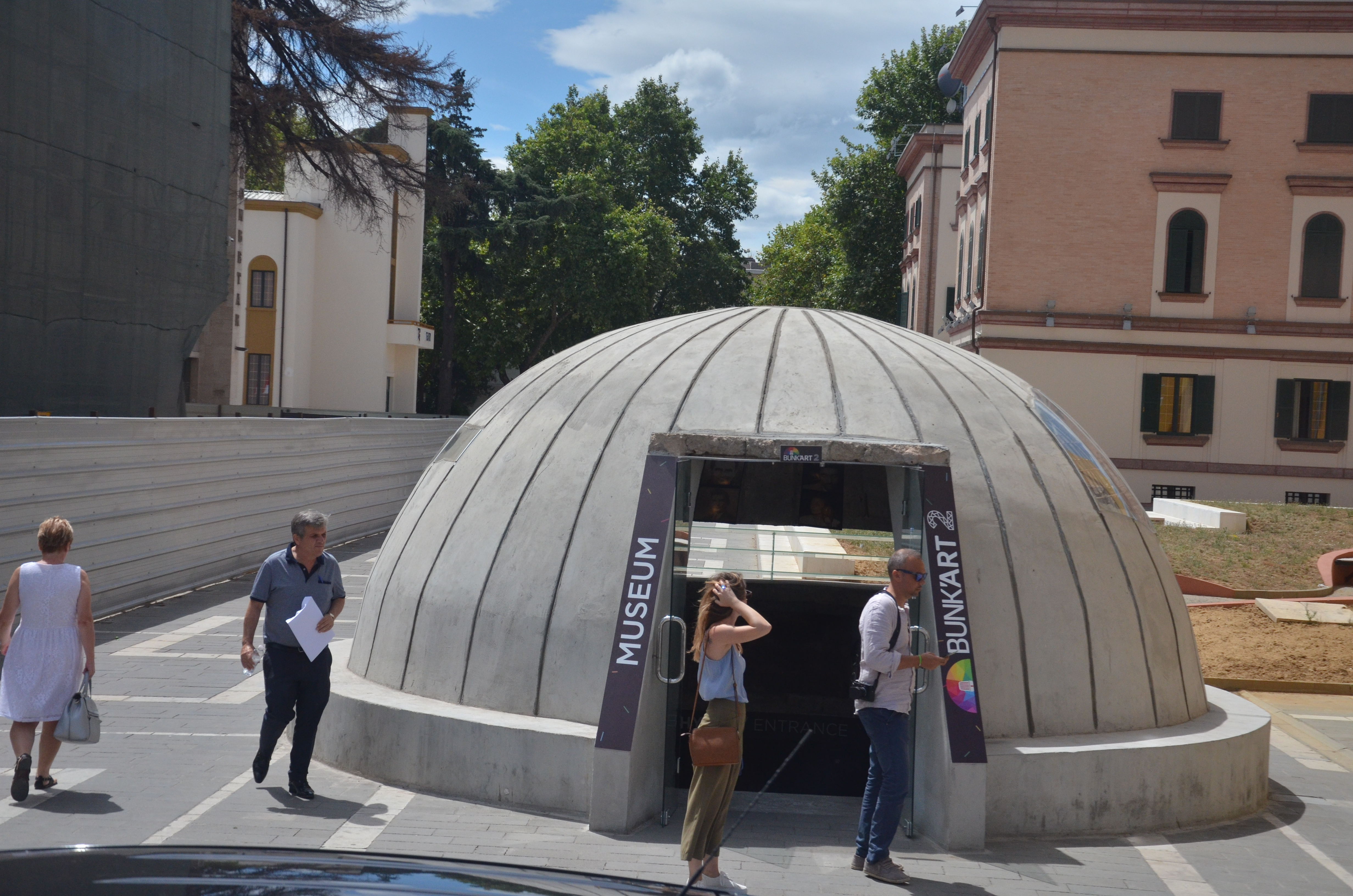
Utcai bunkermúzeum Tiranában.

Albánia akkoriban is gyenge gazdaságára a bunkerépítési láz gigászi teherként nehezedett. Becslések szerint csak az előre legyártott bunkerelemek készítése a nettó anyagtermelés két százalékába került, addig az állami költségvetés negyedét teljesen felemésztette. Pénzben mérve kétszer, a felhasznált beton mennyiségét tekintve pedig háromszor annyiba került Albániának, mint Franciaországnak a Maginot-vonal kiépítése. Kínai segítséggel épült gyárak sorát állították rá, hogy csakis és kifejezetten a bunkerek számára állítson elő cementet és vasat.
A végeredmény hadászati szempontból egy valódi háború esetén hasznavehetetlen erődrendszer lett, amelyhez infrastrukturális fejlesztésekből vontak el gyakorlatilag minden pénzt, noha fordított esetben ebből az összegből megoldható lett volna a már régóta fennálló albániai lakáshiány. Zagali szerint 20 kisebb bunker megépítésének költségéből egy kilométernyi aszfaltozott út megépítését lehetett volna fedezni. Jól mutatja azt, mennyire elmaradott viszonyok között folyt a bunkeresítés, hogy a hegyekbe telepített bunkereket elemeit kézi erővel és öszvérek vagy szamarak segítségével vitték fel, mivel nem állt rendelkezésre szállítójármű.
A bunkerépítéseknek egyéb ára is volt: a megfeszített tempó, a korszerűtlen építkezési módszerek és a rossz körülmények évente 70-100 ember halálát okozták az építkezések során. A másik, mivel több bunkert mezőgazdasági területen építettek fel, hogy nagyon sok földterület került ki a művelési ág alól, ez pedig az élelmiszertermelést csökkentette, élelmezési problémákat idézve elő.
A bunkereknek gyakorlati hasznuk nem volt, s a vizionált háborúk is elmaradtak. Az építmények a gyűlölt rendszer jelképeivé váltak, amely elszigetelte az országot a külvilágtól, megfélemlíti a polgárokat és agressziót mutatott más országok felé. Ismail Kadare író és Kujtim Çashku rendező úgy jellemezték bunkerépítést, amely eszköz volt arra, hogy félelemben tartsa az embereket és lojális fegyelemhez szoktassa őket az adott rendszer iránt.
Hoxha katonai stratégiáról szőt elképzeléseit a hadsereg több vezetője sem osztotta, akik szerint ez a fajta hadászat elavult és alkalmatlan. Beqir Balluku tábornok és védelmi miniszter már 1974-ben bírálta bunkerizációt és a Hoxha-féle propagandát, amely szerint az Egyesült Államok és a Szovjetunió egyszerre fenyegetnék Albániát. Azzal érvelt, hogy jól felszerelt hadseregre lenne szükség, nem pedig rosszul képzett és felszerelt polgári milíciákra. Válaszul Hoxha letartóztatta Ballukút és néhány másik személyt, majd puccskísérlet vádjával kivégezték őket. Tisztogatásokat követően, 1975-től Hoxha még hatalmasabb elánnal folytatta a bunkerizációt Albániában.

## A bunkerek Hoxha után

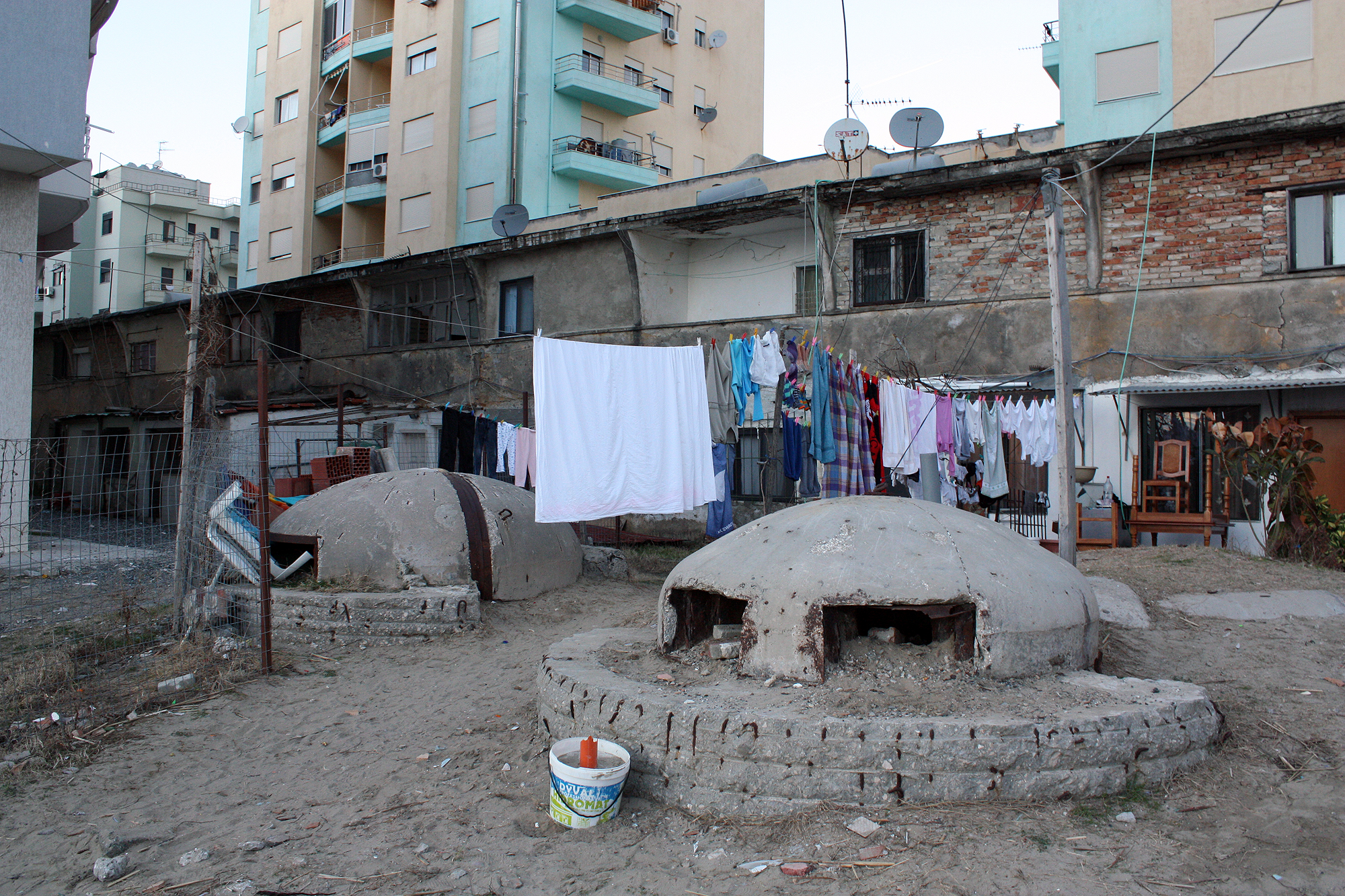
Bunkerek Durazzóban.

A diktátor halála után 1986-ban már nem épült több ilyen objektum, noha a program hivatalosan még évekig létezett.
A bunkerek napjainkig tarkítják az albán tájakat. Eltávolításuk masszív szerkezetük és nagy számuk miatt szinte lehetetlen a gazdaságilag igen gyenge Albánia számára, bár a kormány 2006-ban hivatalos döntést hozott az elbontásukról.
Hivatalos nyilvántartás híján a Hoxhát követő kormányok nem rendelkeztek pontos adatokkal arról, hogy hol épültek bunkerek és mekkora ezek száma. Igen sok bunkerben maradt hátra fegyverkészlet, amelyet az albán polgárháborúban fel is használtak, más részét pedig megkaparintotta a Koszovói Felszabadítási Hadsereg és balkáni alvilági személyek, amely véres bandaháborúkhoz vezetett több országban.
2004-ben negyven kilométerre Tiranától egy elhagyott bunkerben 16 tonna mustárgázt és más vegyifegyvereket fedeztek fel. Eltávolításukat és megsemmisítésüket az albán hadsereg amerikai segítséggel végezte. Jó néhány partmenti bunkert a víz belemosott a tengerbe, amely miatt az albán strandok némely szakasza balesetveszélyes. 2008-ban öt nyaraló fulladt meg, amikor beleakadtak egy a víz fenekén fekvő bunkerbe és az árapállyal érkező víz elborította őket. Az albán hadsereg Type 59-es kínai tankokkal igyekezett eltávolítani több ilyen tengerbe mosott bunkert. Albánia jóformán csak laza, tengeri fövenybe süppedt bunkerek eltávolítását engedheti meg magának, mivel ez nem annyira költséges.
Az albán polgárháború során több bunker lőszerkészlete felrobbant, számos civil életét oltva így ki. A földművelési ágú területekre épített, ma már omladozó, porladó bunkerek tönkre teszik a termőtalajt is. Évente sokan sérülnek meg amiatt, mert ilyen omladozó bunkerekben, azok tetején, esetleg azok környékén járnak.
Koszovóból Albániába menekült albánok a koszovói háború idején bunkereket használtak menedéknek. A NATO Albániában állomásozó csapatai néhány bunkert hasznosítottak azzal, hogy átszállították őket a Kukësban fekvő bázisra. A határ mentén fekvő bunkereket védelmi állásként a Koszovói Felszabadítási Hadsereg gerillái is használták, ezeket tévedésből a NATO gépek egyik alkalommal bombázták is az Allied Force hadművelet során.
Albániában még 1992 után is tartott a lakáshiány, így több otthontalan család a bunkerekben lelt hajlékra. Mivel azonban itt nincs vezetékes víz és csatornázás, ezért a bunkerek környéke rövidesen szennyezett és egészségtelen lett.
A lakosság úgy ahogy tudja hasznosítja a bunkereket, néhol autós mozikat vagy méheseket, esetleg kertészetet rendeznek be bennük. Előfordult már olyan is, hogy az egyik bunkert kápolnává alakították át. A sötét múlt ellenére státuszszimbólumok is az albániai bunkerek, mert az országban kaphatók bunkeralakú tolltartók, hamutartók és más hasonló ajándéktárgyak. A porladó betonból előkerülő fémhulladék összegyűjtése bevételi forrást is jelent a helyiek számára.
Nagy gondot okoz, hogy bunkerek százait illegális hulladéklerakónak használják. A szakszerűtlenül megépített bunkerek jelentékeny része mélyen besüppedt a talajba, ami szintén nehezíti az eltávolításukat. Az erdős, hegyes területeken fekvő bunkereket gyakran teljesen ellepi a növényzet, ezért nehéz őket felkutatni. 

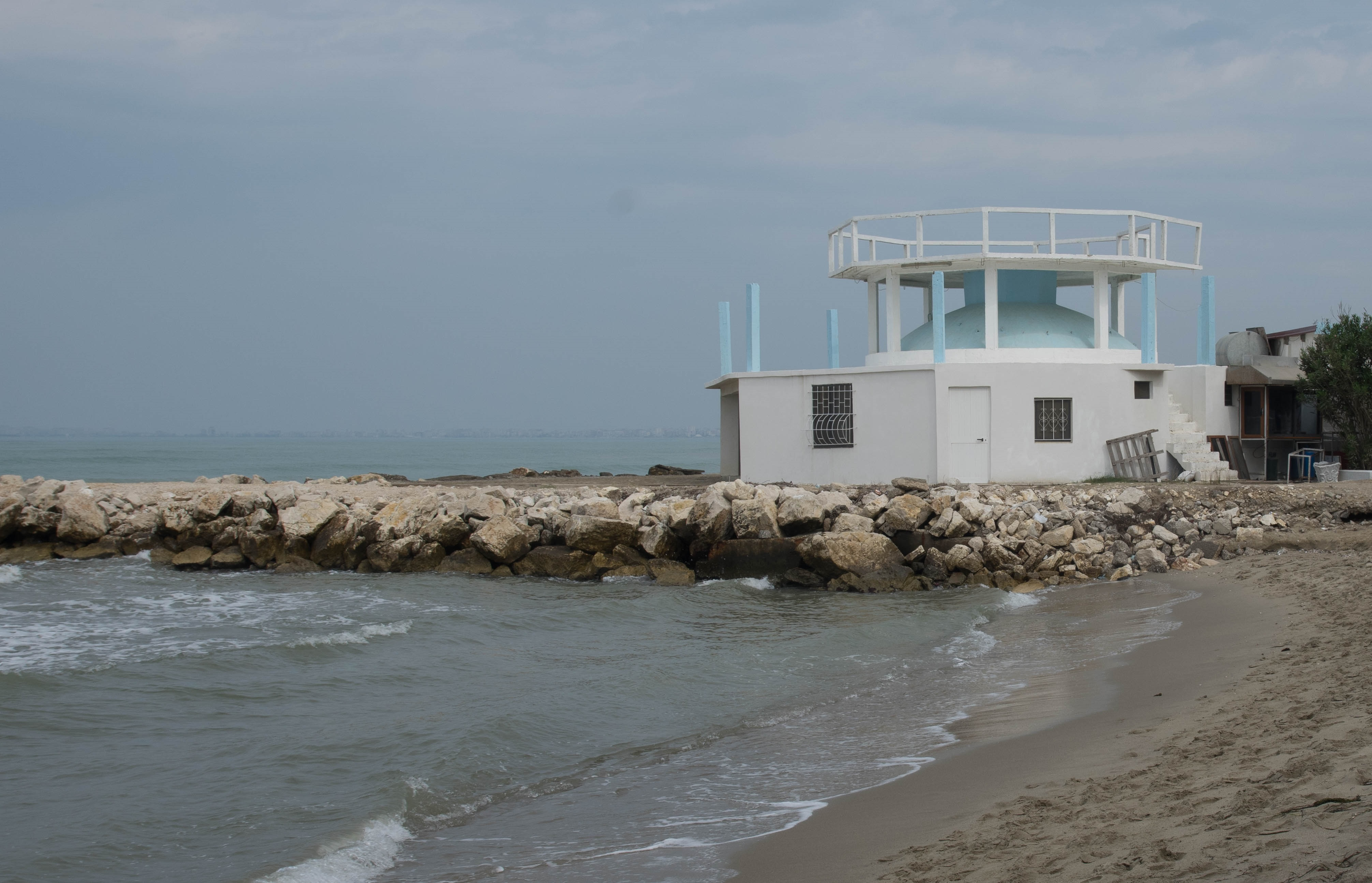
Bunkerétterem Golemben
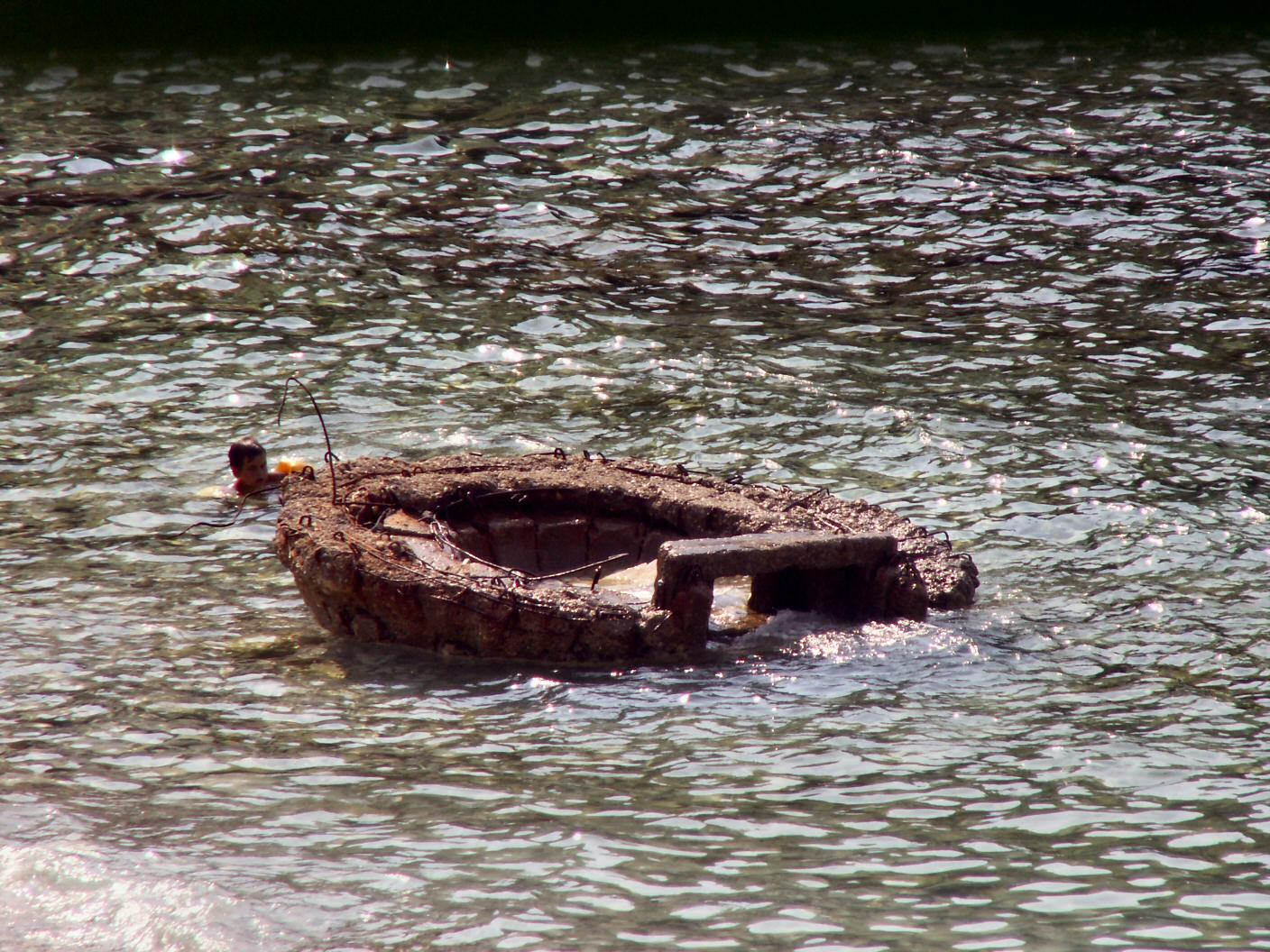
Balesetveszélyes tengerbe merült bunker a Xamil melletti strandon
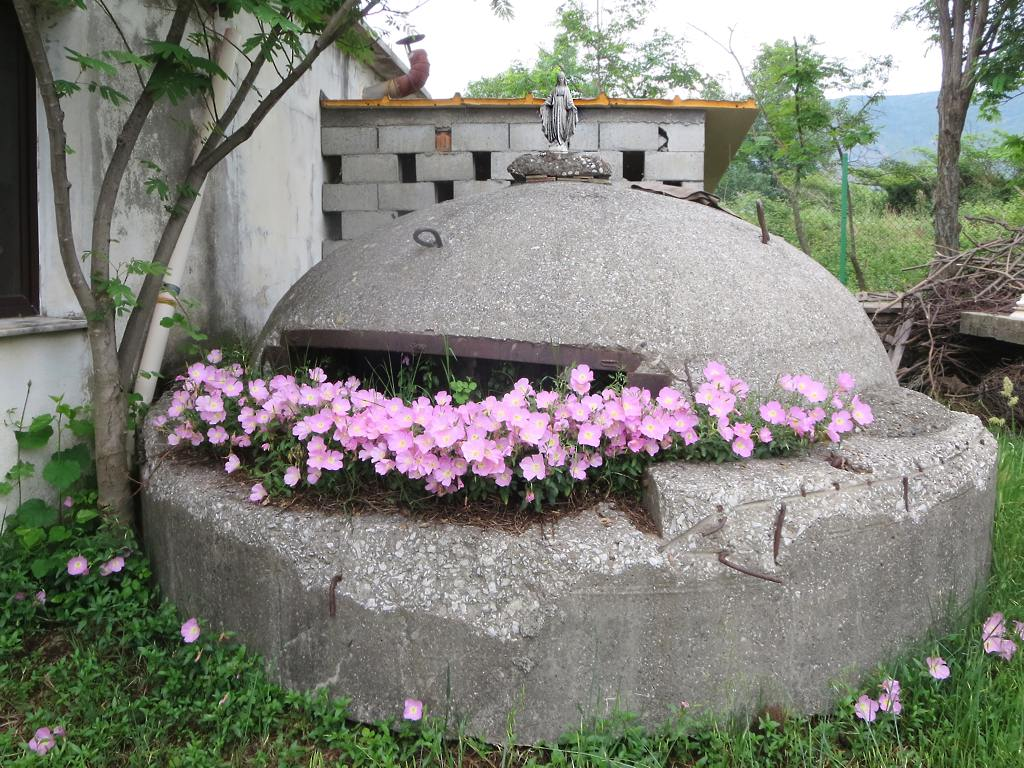
Virágágyásként hasznosított bunker Szkutaritól délre
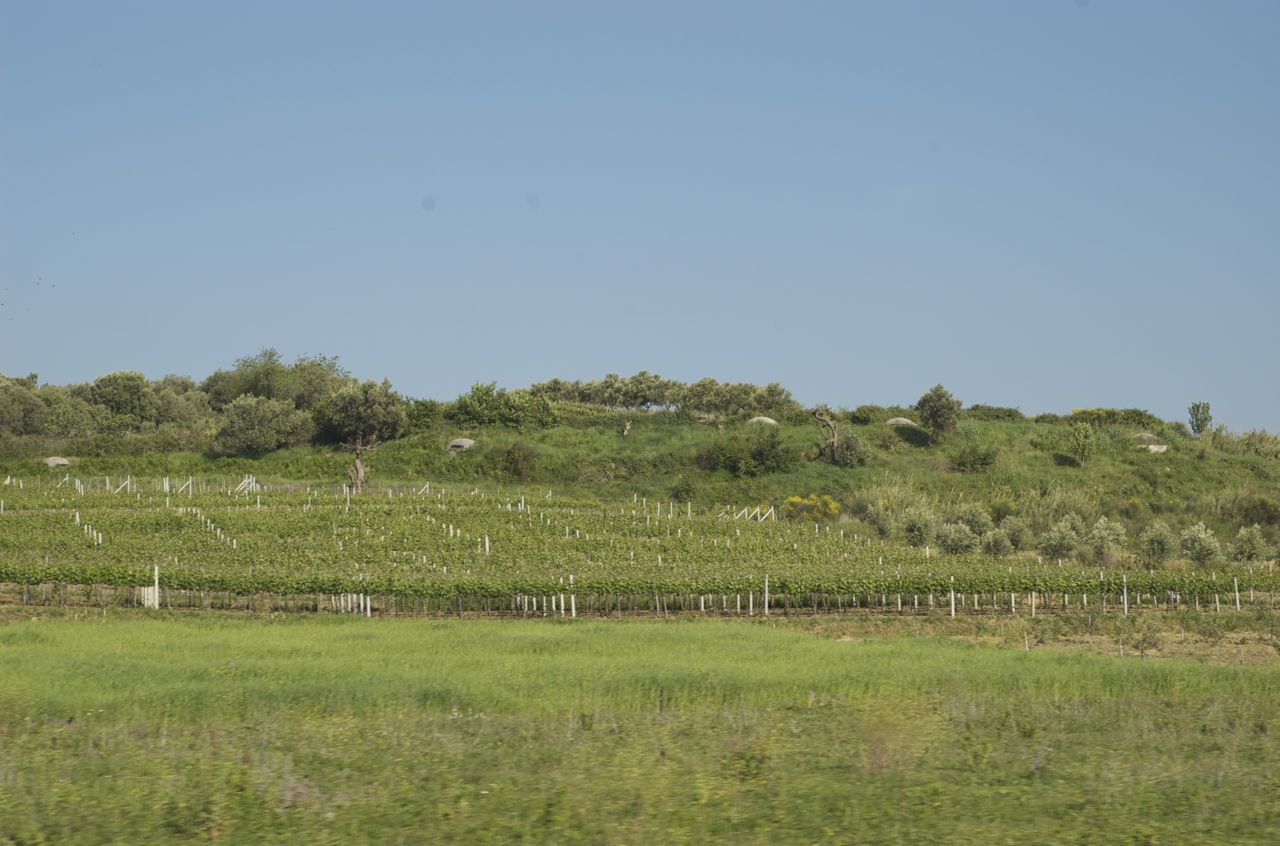
Bunkerektől tarkított szőlő Dél-Albániában
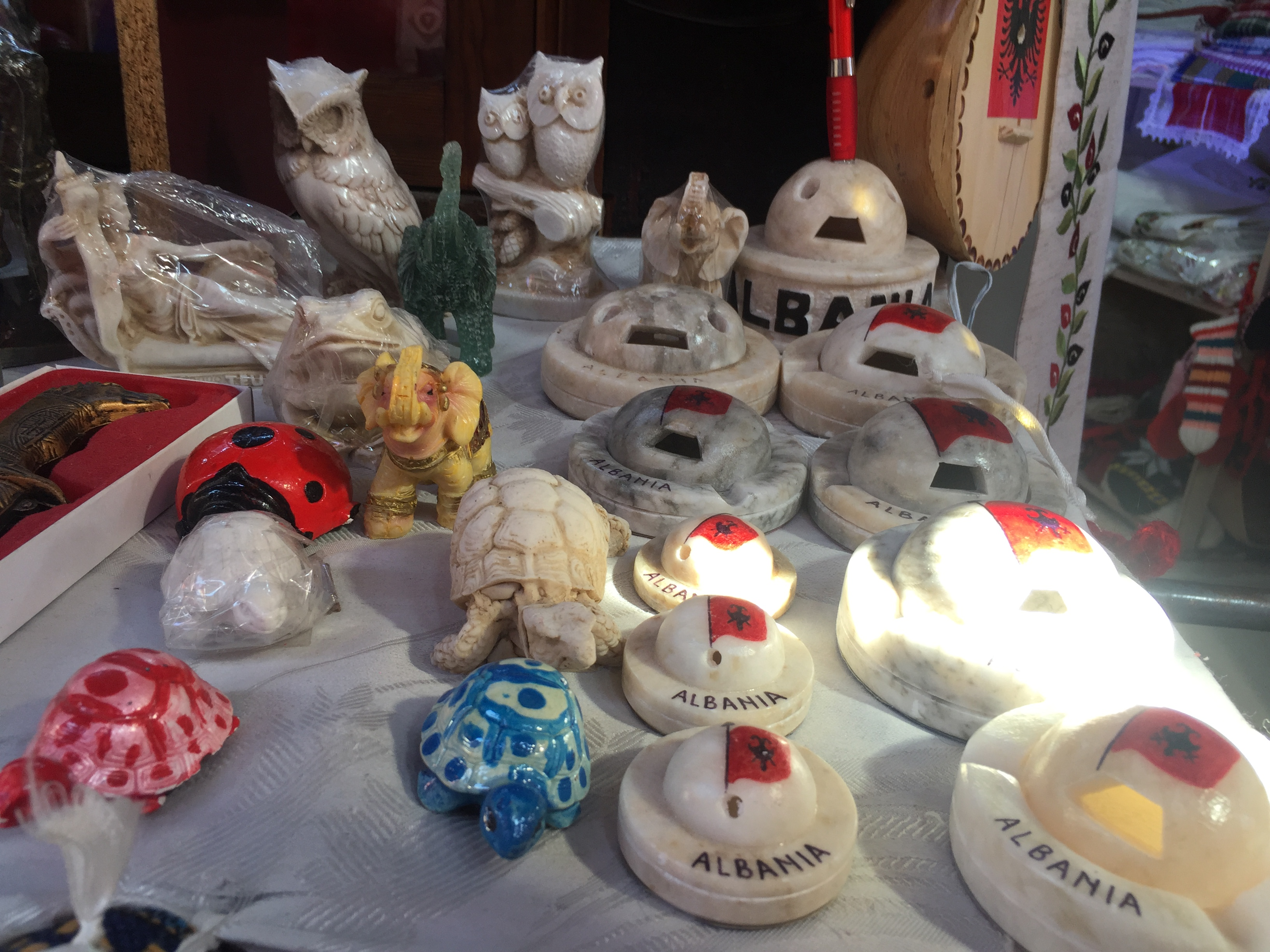
Bunker-szuvenírek
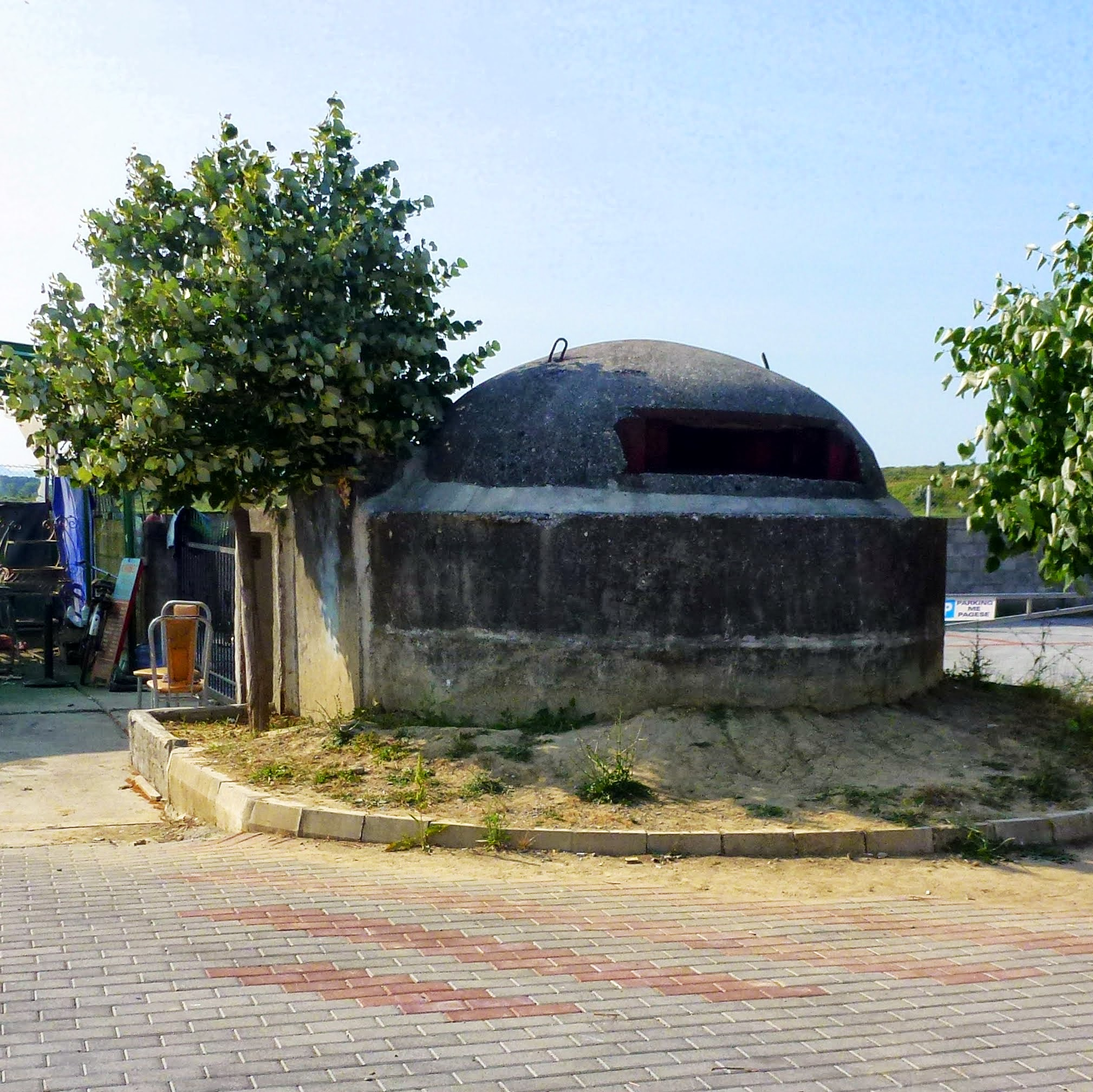
Bunker egy ház udvarán, a montenegrói határon
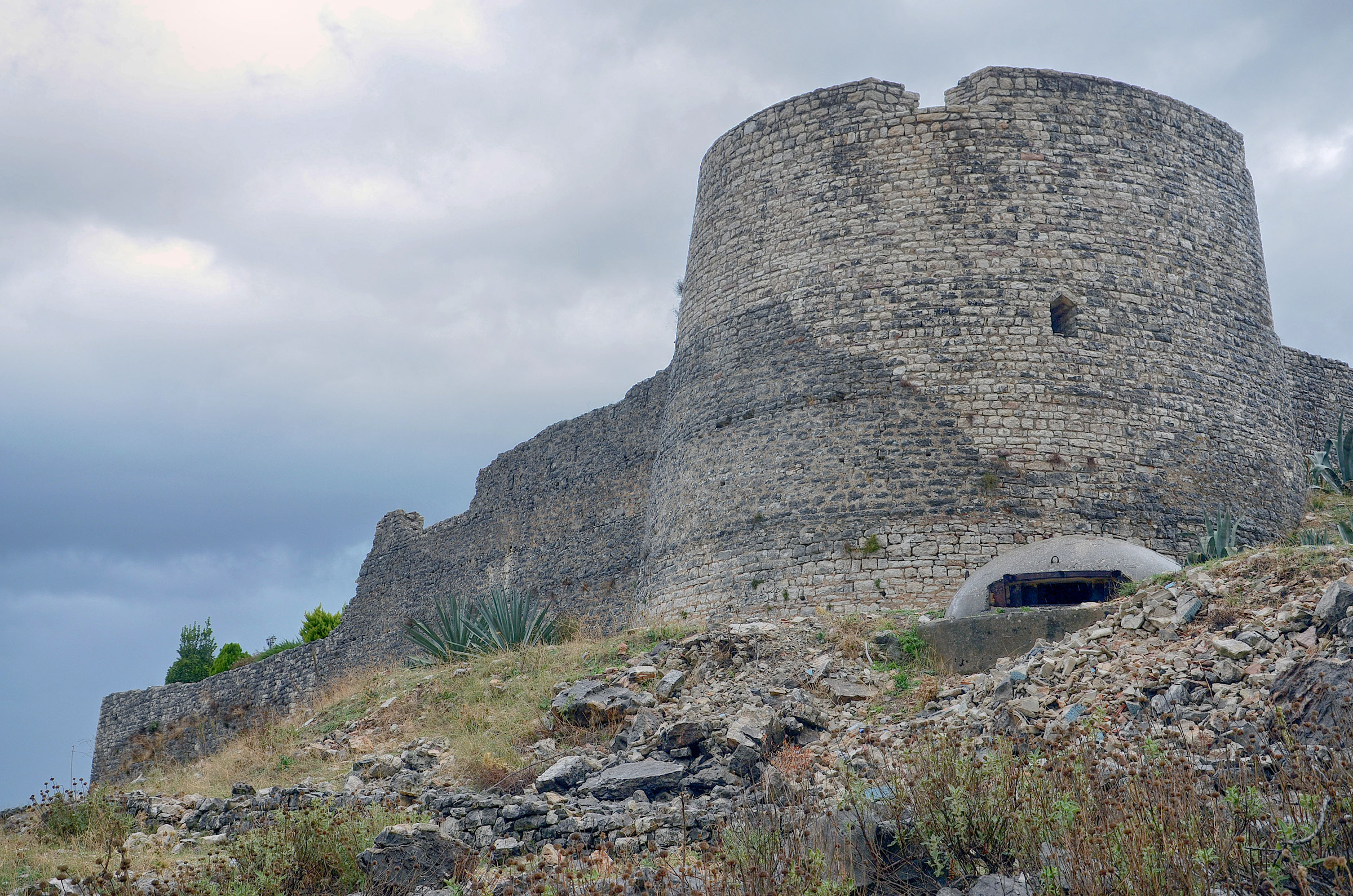
Bunker a lëkurësi vár tövében

## Lásd még
- Hodzsaizmus